# Verdrag van Londen (1604)

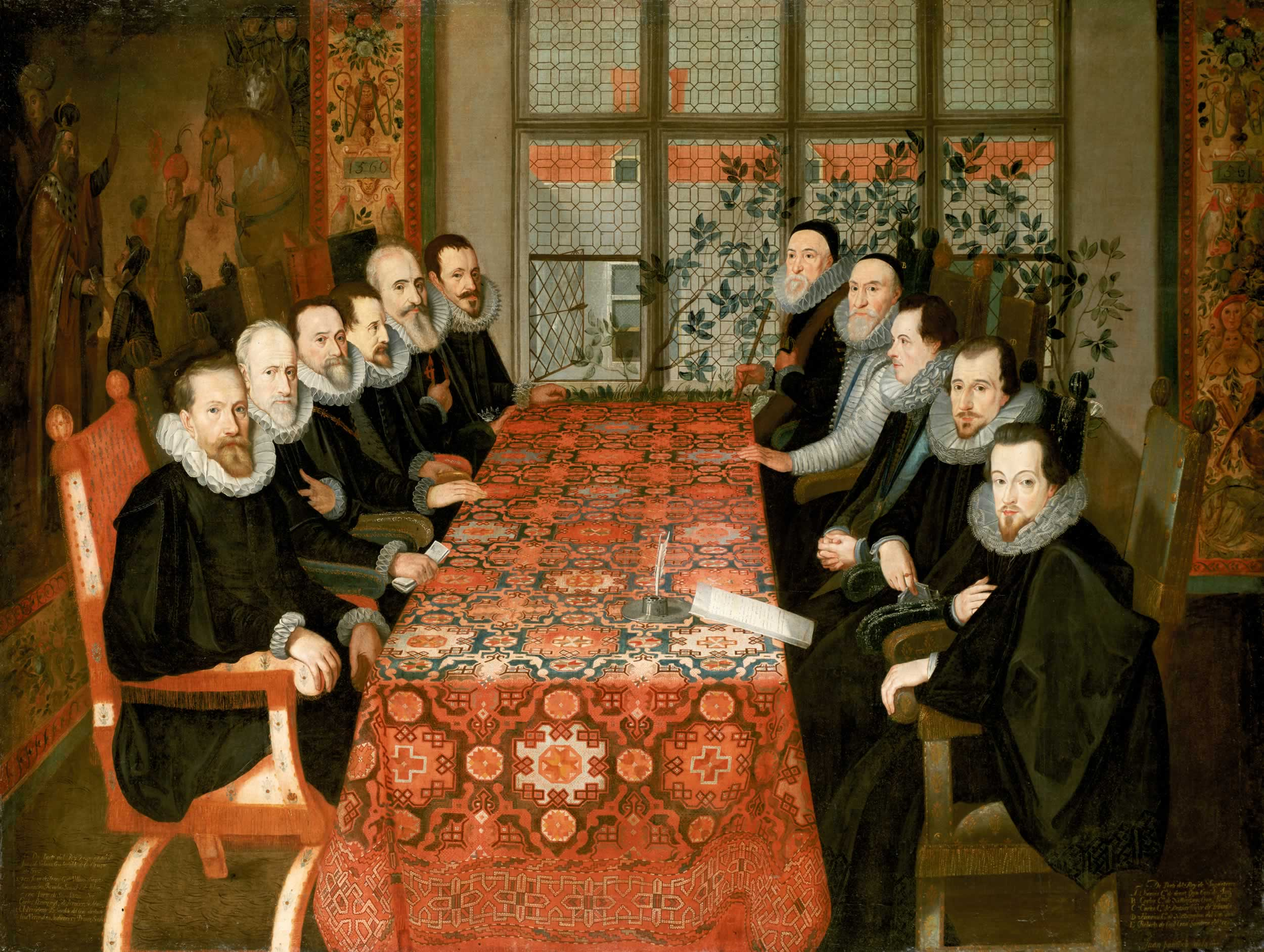
De delegatieleden van de Somerset House Conference, gezeten aan een tafel met een oosters tapijt

Het Verdrag van Londen is een vredesakkoord tussen koninkrijk Engeland, onder leiding van koning Jacobus I en Spanje, onder leiding van Filips III.
Deze vrede beëindigde de Spaans-Engelse Oorlog (1585-1604). De onderhandelingen vonden plaats in het Somerset House te Londen en wordt daarom soms ook 'Somerset house conference' genoemd.
Engeland had serieuze verliezen geleden en kon de kosten niet meer dragen terwijl de Spaanse vloot zich steeds meer bewapende tegen de kapingspogingen. Bovendien leed Engeland onder misoogsten en plagen. Het verdrag kwam voordelig uit voor Spanje: Engeland trok zich terug uit de Tachtigjarige Oorlog, en zou zich vanaf nu niet meer bemoeien op het continent. 
Spanje van zijn kant moest zich ontdoen van zijn eisen om de Engelse troon omver te stoten. Hun wensen om Engeland katholiek te maken, of godsdienstvrijheid te verkrijgen voor de Engelse katholieken werden evenmin bereikt. Maar Spanje had ook veel geleden onder de voorbije oorlog, en had nog steeds niet kunnen afrekenen met de Republiek der Zeven Verenigde Nederlanden, die ze nog steeds niet hadden erkend. Het onderhouden van de kostbare verdedigingslijn in Amerika en het rekruteren van het grootste, meeste geavanceerde en professionele leger ter wereld had de Spaanse economie verwaarloosd. Het vasteland van Castilië leed onder een plaag, en tegen het einde van de 17de eeuw, na de Dertigjarige Oorlog zou Spanje nog maar een schim zijn van wat het ooit was geweest.

## Engelse delegatie
- Robert Cecil, graaf van Salisbury, staatssecretaris en eerste minister onder Jacobus I van Engeland
- Charles Blount, graaf van Devonshire.
- Thomas Sackville, graaf van Dorset en schatbewaarder.
- Henry Howard, graaf van Northampton.
- Charles Howard, graaf van Nottingham en admiraal.

## Spaans-Habsburgse delegatie
Ook leden van de Zuidelijke Nederlanden
- Karel van Arenberg, graaf van Arenberg,
- Juan de Velasco Frias, hertog van Frias, grootofficier van Castilië,
- Jean Richardot, hoofd van de geheime raad,
- Alessandro Robida, senator van Milaan,
- Louis Verreycken, audiencier van Brussel,
- Juan de Tassis, graaf van Villa Mediana.